# Jana Bundfuss
Jana Bundfuss, Pseudonym Jana Bach (* 10. April 1979 in Eisleben), ist eine deutsche ehemalige Pornodarstellerin, Moderatorin und ein Model.

## Leben
Nach einer abgebrochenen Berufsausbildung zur pharmazeutisch-technischen Assistentin (PTA) und einer abgeschlossenen Lehre zur Justizangestellten in Uelzen arbeitete Bundfuss in einem privaten Krankenhaus als Büroangestellte.
Ihre Modeltätigkeit begann 2004 für die Erotik-Zeitschrift Coupé, kurz darauf folgte auf der Erotik-Messe Venus der Einstieg in die Pornobranche, in der sie bis 2012, bis 2010 für das Berliner Label Inflagranti, aktiv war. Ab 2006 moderierte Jana Bach für den TV-Quiz-Sender 9Live die Late-Night-Quiz-Sendung „La Notte“ und später beim Berliner Pay-TV-Sender Beate-Uhse.TV. Die Sat.1-Doku 24 Stunden hatte Bach mehrfach über einen gewissen Zeitraum begleitet und das in mehreren Reportagen verarbeitet.
Im Juli 2008 trat sie zusammen mit Vivian Schmitt im Musikvideo zur Single Zeig mir Deine Karre (erschienen bei Sony/BMG) des Berliner Rappers Doa21 auf. Ab Anfang 2009 verfasste sie für die Zeitschrift Praline eine Kolumne mit dem Titel Ins Visier genommen.
Nach einem zwischenzeitlichen Ausstieg aus der Branche kehrte sie 2011 als Darstellerin zurück. Darüber hinaus wurde sie auch als Regisseurin und Drehbuchautorin aktiv, ihr erstes eigenes Werk A dirty Job erschien im Herbst 2011. Im März 2012 kündigte Bach ihren erneuten und seit Juli andauernden Ausstieg aus der Pornobranche an. 2013 hatte sie neben Vivian Schmitt und Till Kraemer eine Rolle in der Folge Kröten töten der Pseudo-Doku Niedrig und Kuhnt – Kommissare ermitteln (Staffel 7, Folge 103).

## Auszeichnungen
- 2005: Eroticline Award – Beste Newcomerin National
- 2006: Eroticline Award – Beste Darstellerin Deutschland
- 2007: Eroticline Award – Best Sex TV Host
- 2008: Eroticline Award – Best Cross Over Star Deutschland
- 2009: Erotixxx Award – Pornstar of the Year

## Filmografie (Auswahl)
| - Porno: - Die Straßenficker: „Voll abgefahren!“ (2005) - Die Straßenficker: „Sommersause“ (2005) - Janas Sex-Fantasien (2006) - Fetish-Zone: Füße – Hohe Hacken, nackte Sohlen (2006) - Inflagranti HighLights – Best of SEX IM FREIEN (2007) - Ooops! ...ich bin ein Porno-Girl! (2007) - Jana Bach: SexParadies (2008) - Jana Bach’s PRIVATE GANG-BANG PARTY (2008) - Sekretärinnen... bereit zum Diktat! (2009) - Krankenschwestern: Nackt unterm Kittel – Koitus auf Rezept! (2009) - PVC – Eingeschweißt und durchgefickt (2009) - A Dirty Job (2011) - Lust-Kauf – Investitionen der geilen Art (2012) - Kanal Sex – eine Moderatorin fickt sich durch (2012) - Sonstige - La Notte – Alles auf Rot(licht) (2005 bis 2011) - Familien-Fälle (Folge: Schwarz auf Weiß) |

## Sonstige Auftritte
- 2008:
  - Im Musikvideo Zeig Mir Deine Karre des Berliner Rappers Doa21, zusammen mit Vivian Schmitt.
  - Im Musikvideo Happy Weekend der Band Bloodhound Gang von 2008.